# Доња Пољана (Вараждинске Топлице)
Доња Пољана је насељено место у саставу града Вараждинске Топлице у Вараждинској жупанији, Хрватска. До територијалне реорганизације у Хрватској налазила се у саставу старе општине Нови Мароф.

## Становништво
На попису становништва 2011. године, Доња Пољана је имала 426 становника.

## Попис1991.
На попису становништва 1991. године, насељено место Доња Пољана је имало 509 становника, следећег националног састава:
| Попис 1991.‍ | Попис 1991.‍ | Попис 1991.‍ | Попис 1991.‍ | Попис 1991.‍ |
| ----------- | ----------- | ----------- | ----------- | ----------- |
|             |             |             |             |             |
| Хрвати      | Хрвати      |             | 508         | 99,80%      |
| Срби        | Срби        |             | 1           | 0,19%       |
| укупно: 509 |             |             |             |             |